# Adelheid I av Quedlinburg

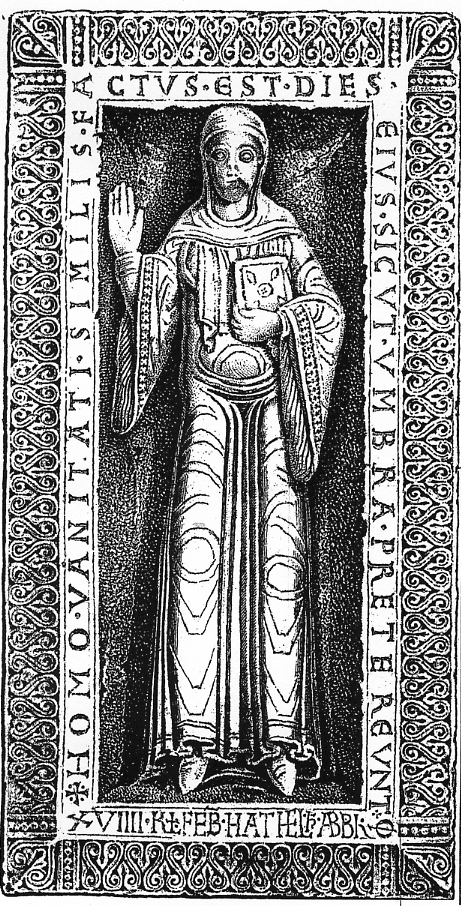
Adelheids gravsten.

Adelheid I av Quedlinburg, född 977, död 1045, var en regerande furstlig abbedissa av den självständiga klosterstaten Quedlinburgs stift och som sådan monark med säte i det Tysk-romerska rikets riksdag. Hon var dotter till Otto II (tysk-romersk kejsare) och Teofano (tysk-romersk kejsarinna). 
När hennes bror Otto III avled barnlös 1001 och en ny efterträdare skulle väljas, deltog hon i egenskap av furstinna adelsmötet tillsammans med sin syster Sophia I; deras stöd var avgörande för att Henrik II segrade i valet framför markgreven av Meissen.